# Pittsylvania County Courthouse
La Pittsylvania County Courthouse est un palais de justice américain situé à Chatham, dans le comté de Pittsylvania, en Virginie. Désignée Virginia Historic Landmark le 16 juin 1981, elle est inscrite au Registre national des lieux historiques depuis le 29 octobre 1981 et est classée National Historic Landmark depuis le 4 mai 1987.